# Julio Irrazábal
Julio Irrazábal (Fernando de la Mora, Central, 25 de noviembre de 1980) es un exfutbolista y actual entrenador paraguayo. Jugaba como mediocampista. Actualmente dirige al Club Deportivo Capiatá.

## Trayectoria

### Primeros años
Sus primeros pasos en el fútbol los inició en la escuela de Cerro Porteño, aunque se formó principalmente en las categorías inferiores del Club Sol de América de Paraguay, en las cuales estuvo desde 1994 a 1999. Posteriormente, en 2001 debutó con el primer equipo del Sol de América en Primera División de Paraguay, de ahí pasó al Club River Plate de la Segunda División de Paraguay y dio el salto definitivo a la Primera División de Paraguay en el Guaraní y Nacional.

### Hércules CF
Llegó al Hércules CF de la ciudad de Alicante en el mercado de invierno de la temporada 2006/07. Llegó al equipo junto con el también paraguayo Líder Mármol (con quien ya coincidió en Club River Plate y Club Guaraní), ambos firmaron un contrato de 6 meses con opción a 3 años más si rendían bien. La ficha de jugador extranjero que dejó libre Rolando Schiavi fue aprovechada por Irrazábal en el Hércules CF. Debutó en la Segunda División de España el 11 de marzo de 2007 en un Cádiz CF-Hércules CF (1-1) disputado en el Estadio Ramón de Carranza, jugó los 90 minutos. Por motivos de adaptación al fútbol español y constantes lesiones, tuvo un paso efímero en el club herculano, ya que tan sólo jugó 175 minutos repartidos en 2 partidos.

### Nacional
Julio Irrazábal regresó al Nacional de Asunción tras su paso por Alicante. Disputó el Torneo Clausura 2007 con el equipo asunceno, que fue 7º en la clasificación. Poco antes del comienzo de la pretemporada para el Torneo Apertura 2008, fue apartado del equipo por el entrenador argentino Daniel Raschle. Finalmente consiguió desvincularse del equipo asunceno con el que tenía contrato hasta el 30 de junio de 2008.

### San Martín
Tras haber sido apartado en el Nacional, se convirtió en el quinto y último refuerzo de San Martín para el Torneo Clausura 2008. Antes de fichar por el conjunto verdinegro estuvo barajando una oferta del Club Olimpia pero no materializó su vinculación, porque no entraba en los planes del entrenador argentino Gustavo Costas. En el Atlético San Martín ha coincidido con su compatriota Carlos Recalde. Tras disputar el Torneo Clausura 2008 con San Martín, el equipo descendió a Primera "B" Nacional.

### Cerro Porteño
El 26 de junio de 2008 se anunció su fichaje por el club Cerro Porteño de la Primera División de Paraguay con un contrato de un año de duración.
En la primera mitad del año 2009 alcanza la gloria al conquistar el título del torneo Apertura.

## Selección nacional
Ha sido internacional absoluto con la Selección de fútbol de Paraguay aunque no en partidos oficiales. Debutó el 29 de marzo de 2006 en un encuentro amistoso en el estadio Soldier Field de Chicago en un encuentro que enfrentó a su selección contra la selección mexicana. Posteriormente jugó otro amistoso en el Estadio Sausalito de Viña del Mar en Chile, en un partido disputado contra la Selección de fútbol de Chile (3-2). Julio César Irrazábal entró al campo en el minuto 87 sustituyendo a Edgar Gonzales.
En 2007, disputó un partido amistoso entre Paraguay y Venezuela (1-1), con vistas a las eliminatorias sudamericanas para el Copa Mundial de Fútbol de 2010 de Sudáfrica.

## Como jugador
| Club                   | País      | Año         |
| ---------------------- | --------- | ----------- |
| Club Sol de América    | Paraguay  | 2001-2002   |
| Club River Plate       | Paraguay  | 2003-2004   |
| Club Guaraní           | Paraguay  | 2004-2005   |
| Club Nacional          | Paraguay  | 2006        |
| Hércules CF            | España    | 2007        |
| Club Nacional          | Paraguay  | 2007        |
| San Martín             | Argentina | 2008        |
| Cerro Porteño          | Paraguay  | 2008-2010   |
| Vasco da Gama          | Brasil    | 2010-2011   |
| Sportivo Carapeguá     | Paraguay  | 2012        |
| Club Atlético Aldosivi | Argentina | 2012        |
| Sportivo Carapeguá     | Paraguay  | 2013        |
| Capiatá                | Paraguay  | 2013        |
| Sportivo Luqueño       | Paraguay  | 2014        |
| Capiatá                | Paraguay  | 2014 - 2017 |
| Cerro Porteño          | Paraguay  | 2017 - 2018 |
| Deportivo Capiatá      | Paraguay  | 2018 - 2021 |
| Pilcomayo              | Paraguay  | 2021        |

## Como entrenador
| Club                        | País     | Año               |
| --------------------------- | -------- | ----------------- |
| Deportivo Capiatá (reserva) | Paraguay | 2022              |
| 16 de Agosto de Ypacaraí    | Paraguay | 2024              |
| Deportivo Capiatá           | Paraguay | 2025 - Actualidad |

## Palmarés
| Título          | Club          | País     | Año  |
| --------------- | ------------- | -------- | ---- |
| Torneo Apertura | Cerro Porteño | Paraguay | 2009 |
| Copa Brasil     | Vasco da Gama | Brasil   | 2011 |
| Torneo Clausura | Cerro Porteño | Paraguay | 2017 |